# Bernhard Rein
Pour les articles homonymes, voir Rein.
Bernhard Rein (né le 19 novembre 1897 à Reval à l'époque dans l'Empire russe et aujourd'hui Tallinn en Estonie, et mort le 9 novembre 1976 à Eskilstuna en Suède) est un joueur de football international estonien, qui évoluait au poste de défenseur, avant de devenir ensuite entraîneur.

## Biographie

### Carrière de joueur

#### Carrière en club
Bernhard Rein joue en faveur du Tallinna Sport et du Tallinna JK. Il remporte avec ces équipes quatre titres de champion d'Estonie.

#### Carrière en sélection
Bernhard Rein reçoit 27 sélections en équipe d'Estonie, sans inscrire de but, entre 1922 et 1931.
Il joue son premier match en équipe nationale le 11 août 1922, en amical contre la Finlande (défaite 10-2 à Helsinki). Il reçoit sa dernière sélection le 28 mai 1931, en amical contre la Lettonie (victoire 0-1 à Riga).
Il participe avec l'équipe d'Estonie aux Jeux olympiques de 1924. Lors du tournoi olympique organisé à Paris, il joue un match contre les États-Unis (défaite 1-0 au Stade Pershing).
A 15 reprises, il est capitaine de la sélection estonienne.

## Palmarès

### Palmarès de joueur
| Tallinna Sport - Championnat d'Estonie (3) : - Champion : 1922, 1924 et 1925. - Vice-champion : 1926. |  | TJK - Championnat d'Estonie (1) : - Champion : 1928. - Vice-champion : 1929. |

### Palmarès d'entraîneur
Estonie
- Coupe baltique (1) :
  - Vainqueur : 1938.
  - Finaliste : 1937.